# Euphrynichus amanica
Espèce
Synonymes
- Phrynichus bacillifer amanica Werner, 1916
- Tarantula alluaudi Simon, 1936
- Phrynichus tenella Simon, 1936

Euphrynichus amanica est une espèce d'amblypyges de la famille des Phrynichidae.

## Distribution
Cette espèce se rencontre au Kenya et en Tanzanie.

## Publication originale
- Werner, 1916 : Über einige Skorpione und Gliederspinnen des Naturhistorischen Museums in Wiesbaden. Jahrbücher des Nassauischen Verein für Naturkunde, Wiesbaden, vol. 69, p. 79-97 (texte intégral).